# Maria Botchkareva
Maria Léontiévna Botchkariova, en russe : Мари́я Лео́нтьевна Бочкарёва, est une officier russe née en 1889 dans le gouvernement de Novgorod et exécutée en 1920 par la Tchéka à Krasnoïarsk. Veuve combattant comme secouriste dans l'Armée impériale durant la Première Guerre mondiale, elle fonde à la suite de la Révolution de 1917 et commande au sein de l'Armée de la République (ru) un bataillon dit « de la mort », qui n'est composé que de femmes, avant de rallier dans la guerre civile l'Armée blanche de l'amiral Koltchak. Surnommée « Yachka », du prénom de l'équipière morte au feu à ses côtés, elle est soutenue par les suffragettes et célébrée de son vivant par la presse internationale comme une nouvelle Jeanne d'Arc.

## Biographie

### Jeunesse coloniale (1889-1904)
Maroussia Frolkova nait dans un village de la taïga qui s'étend au nord de Moscou et à l'est de Saint-Pétersbourg, Nikolskoïé (ru), qui est une friche, aujourd'hui rattachée à la région de Vologda, bordée par les tourbières de la rive méridionale du lac Blanc, mais c'est en Sibérie qu'entre deux grands frères elle grandit, à Grand Coutchky (ru), où sa famille a reçu un vaste terrain du gouvernement encourageant la colonisation. À plus de deux cent cinquante verstes au nord d'Omsk, c'est un rassemblement de fermes dominant une boucle marécageuse de l'Ocha, rivière gelée six mois par an. À l'âge de huit ans, elle est placée dans une famille. Battue, elle doit travailler du soir au matin et souffre de la faim.
En 1904, son père, Léon Sémionovitch Frolkoff, rentre de la guerre russo-japonaise amputé d'un pied. Cette situation enferme un peu plus l'adolescente dans le rôle de fille aînée qui, au côté de sa mère Olga, une femme originaire de Tcharonda, élève les cadets et tient la maison.

### Aventure sibérienne (1905-1914)
Pour échapper à cette condition de domestique de ses frères, Marie Frolkova choisit à l'âge de quinze ans d'épouser un autre vétéran de la guerre russo-japonaise, Athanase Serguéïevitch Botchkarioff, qui a vingt-trois ans. Le mariage orthodoxe a lieu le 22 janvier 1905. Le couple s'installe à Tomsk, chemin Gorchkovsky (ru). Ils travaillent à l'asphaltage sur le chantier d'une route puis comme portefaix au port fluvial. Il se livre à la boisson. Elle est une femme battue.
Elle trouve à travailler dans la boutique d'un boucher juif, Jacob Gerchiévitch Bouk, dont elle devient la maitresse. Quand, en mai 1912, celui-ci est condamné pour vol et déporté à Yakoutsk, elle le rejoint à pied avec le convoi des familles. Le couple illégitime ouvre une boucherie mais Jacob Bouk se fait le receleur d'une bande de Barbes rouges chinois. Quand il est arrêté de nouveau et déporté à Amga (en), colonie pénitentiaire encore plus reculée, il se met lui aussi à boire et à la battre. Refusant de l'entrainer dans sa propre déchéance, il la renvoie à son domicile conjugal. Elle se réconcilie avec son mari, dont elle restera apparemment amoureuse.
En juillet 1914, elle n'a, après neuf ans de ce mariage chaotique, toujours pas d'enfant quand son mari est mobilisé et qu'elle se retrouve seule à faire face au quotidien. Il compte parmi les premiers soldats tués de la Première Guerre mondiale. Elle voit l'hiver puis la disette tuer les enfants. Quand le typhus emporte ceux qui avaient survécu, elle se réfugie dans le campement voisin que les fusiliers de Sibérie (ru) ont dressé et les suit dans leur marche jusqu'au front allemand.

### Femme soldat (1915-1917)
Marie Botchkariova postule au 24e bataillon de réserve. Elle reçoit pour réponse la proposition de devenir infirmière aux armées. Elle envoie alors par télégramme à la Stavka une demande de dérogation, qui lui est exceptionnellement accordée par Nicolas II. Engagé volontaire avec une équipière qui sera tuée, Yachka, elle finit par obtenir le respect de ses collègues quand à la fin de l'hiver 1915, le 24e bataillon de réserve vient renforcer le 28e régiment d'infanterie de Polotsk (ru). Elle porte sous le feu assistance aux blessés au cours de nombreuses batailles. Le 17 février 1915, elle est blessée pour la quatrième fois.
Elle reçoit trois médailles et est promue sergent. L'héroïsme exemplaire dont elle fait preuve le 5 mars 1916 à Zanarotche (ru) et le 16 à Blisenaqui (ru), près de Minsk, lui vaut la croix de Saint-Georges. En octobre 1916, une troisième blessure la conduit à l'hôpital pour quatre mois.
À son retour, quelques jours avant que ne se déclenche la révolution de Février, elle est accueillie comme la mascotte de son régiment. Dépitée par les désertions, elle interpelle les députés de la Douma quand l'un ou l'autre d'entre eux vient inspecter le front et, avec l'appui du général Broussiloff, finit par obtenir du ministre de la guerre, Alexandre Kerenski, de constituer un régiment de femmes dans un but de propagande. Son exemple devra faire honte aux hommes et les ramener dans les tranchées.

### À la tête des Botchkarioviennes (1917)

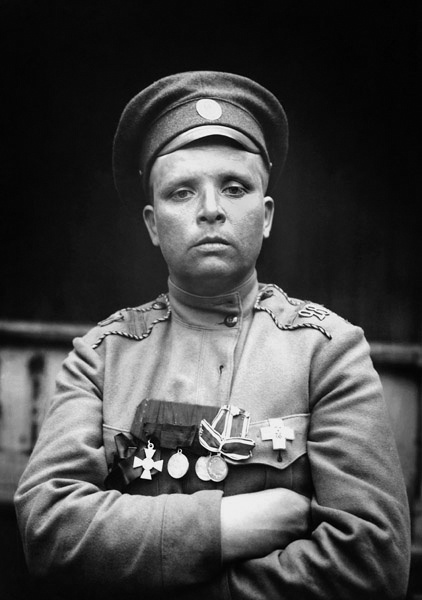
Marie Botchkariova « Yachka », commandant du 1er bataillon féminin en juillet 1917.

Avec son commandement, Marie Botchkariova reçoit à Saint-Pétersbourg pour adjoint une jeune aristocrate de vingt ans engagée dans la Croix Rouge, Maria Skridlova (ru), la fille de l'Amiral Skridloff. Le 1er bataillon féminin rassemble des femmes de toutes conditions, trois cents en sus d'une unité de choc de cent trente sept soldates, qui est la plus indisciplinée. Chacune a un parcours singulier qui l'amène à cet engagement commun. Celui-ci se traduit, outre le port de vêtements militaires masculins, par la tonte de leur chevelure. Leur démarche révolutionne la condition féminine dans la société russe.
La sévérité de l'aspirant Bochkariova provoque de nombreuses défections mais le commandant de région, le général Polovtsoff (en), ne donne pas suite aux plaintes reçues. Le 21 juin 1917, après quelques semaines d'entrainement, la « première équipe militaire féminine de la mort de Marie Botchkariova » défile sous sa bannière acclamée par la foule pétersbourgeoise. Seule une unité du bataillon, cent soixante dix femmes, est menée au feu, les 8 et 9 juillet 1917, 26 et 27 juin a. s., dans la région de Smorgon, au nord ouest de la Biélorussie. Ce sera l'unique fois. Les combats ont lieu dans la forêt de Novospassk, au nord de Maladetchna, sur les arrières du 1er corps d'armée sibérien (de), qui a rejoint la 10e armée. Bien qu'encadrées par des soldats de métier, les guerrières paient leur inexpérience par de lourdes pertes, trente mortes et soixante-dix blessées, dont leur chef. Au sortir de l'hôpital, celle ci reçoit le grade de lieutenant avant d'être renvoyée au front.
C'est l'indiscipliné détachement de choc, ces « crétines de Bochkariéviennes » confiées au commandement du capitaine Loskoff, qui le 25 octobre 1917 participe à la défense du Palais d'hiver durant la révolution d'Octobre. Botchkariova est arrêtée trois mois plus tard dans le train qui l'emmène à Tomsk et accusée de vouloir rejoindre l'Armée des volontaires du général Kornilov. Fidèle au tsar, elle refuse d'intégrer les rangs de l'Armée rouge et, grâce à la complicité d'une camarade, s'enfuit déguisée en infirmière jusqu'à Vladivostok, où elle embarque à bord du steamer Sheridan pour les États-Unis.

### Figure antibolchévique (1918-1920)
Arrivée en avril 1918 à San Francisco, Marie Botchkariova y est accueillie par un Comité de secours aux réfugiées de guerre. La présidente de celui-ci, la suffragette et ex directrice de campagne de Woodrow Wilson Florence Harriman, la fait venir à New York. L'exilée est reçue à la Maison-Blanche le 10 juillet par un président Wilson ému jusqu'aux larmes. Illettrée, elle confie son récit à la Tribune de New York. Elle y gagne le surnom de « Jeanne d'Arc russe »,. Elle se rend ensuite au Royaume-Uni, où elle est reçue par Churchill et par le roi George V, lequel lui accorde un soutien financier.
Le 27 août 1918, elle débarque avec des troupes britanniques à Arkhangelsk, où l'offensive du corps expéditionnaire international a commencé le 2. Le général Marouchevski s'oppose à son projet de mobiliser les femmes de la région. En octobre 1919, elle rejoint avec les troupes défaites l'état major antibolvéchique à Omsk. L'amiral Koltchak la reçoit dans les honneurs par un discours public et lui demande de former une unité d'infirmières affiliée à la Croix-Rouge. Deux mois plus tard, le 7 janvier 1920, dans le désarroi auquel la débâcle du Gouvernement provisoire de Toutes les Russies abandonne les troupes des Armées blanches, elle se rend seule dans une unité de la 5e Armée des ouvriers et paysans en expliquant que c'est pour le bien public qu'elle s'est toujours battue. Livrée à la Tchéka le 5 mai, son transfert pour Moscou, décidé le 21 avril, est annulé. Elle est jugée coupable d'activités ennemies et exécutée d'une balle dans la nuque le 16 mai.
Le 9 janvier 1992, le procureur de l'oblast d'Omsk réhabilite Maria Botchkareva en annulant la résolution de la Tchéka du gouvernement d'Omsk du 15 mai 1920.

## Dans les arts et la culture populaire

### Filmographie

#### Cinéma
Jouée par Nathalie Parachkine, elle apparaît dans le film historique L'Amiral consacré à l'épopée de l'amiral Koltchak et sorti en octobre 2008. En 2015, Marie Botchkariova est le personnage d'un film de Dmitri Meskhiev retraçant l'histoire du 1er bataillon féminin russe, Bataillon. L’œuvre popularise la figure restée jusqu'alors méconnue.

### Littérature

#### Roman
Le personnage de Botchkariova est évoqué dans le tome II du roman de Valentin Pikoul paru en 1968 Sortir de l'impasse. 
Marie Botchkariova et son adjointe Marie Skridlova (ru) sont les héroïnes du dixième et dernier tome de la série policière La fraternité à mort que Boris Akounine publie en 2011 sous le titre Bataillon des anges - Le dixième film.

### Plaque
Le 22 octobre 2016, une plaque commémorant l'héroïsme de Marie Botchkariova est posée sur un bloc de granit rouge dressé ad hoc près de l'église Saint Georges Victorieux du village sibérien de Novokouskovo (ru). Depuis le 23 juillet 2017, une plaque commémore l'engagement du 1er bataillon féminin dans le village de Novospassk, près de Smorgon.

## Autobiographie
- (en) Maria Botchkareva et Isaac Don Levine (en) (éditeur scientifique), Yashka, my life as peasant, officer and exile, by Maria Botchkareva, commander of the Russian women's battalion of death, as set down by Isaac Don Levine, New York, Frederick A. Stokes co., 1919, xii-340, 21 cm (LCCN 19003018).
- Maria Botchkareva et Isaac Don Levine (en) (éditeur scientifique) (trad. de l'anglais par Michel Prevost), Maria Botchkareva Yashka. Ma vie de paysanne, d'exilée, de soldat : traduit d'après la rédaction anglaise d'Isaac Don Levine, par Michel Prevost, bibliothécaire à la Bibliothèque nationale, Paris, Plon-Nourrit et Cie, 1923, vii-311, in-16 (BNF 31849174) Le même éditeur publie en 1934 une nouvelle édition, en coll. « Figures et Souvenirs » no 22, dont le titre principal est cette fois Maria Botchkareva. Yashka, ma vie de soldat. Souvenirs de la Guerre, de la Révolution, de la Terreur en Russie (1914-1918).[20]
- Maria Botchkareva, Stéphane Audoin-Rouzeau (éditeur scientifique) et Nicolas Werth (éditeur scientifique) (trad. de l'anglais par Michel Prevost), Yashka : journal d'une femme combattante : Russie 1914-1917 [« Yachka: my life as peasant, exile and soldier »], Paris, Armand Colin, coll. « Le fait guerrier », 8 février 2012, 301 p., 23 cm (ISBN 978-2-200-27516-7, BNF 42662526)La notice BnF, même si elle mentionne le titre original (avec une différence orthographique), ne mentionne pas que cette édition de 2012 reprend le texte de la traduction établie par Michel Prevost en 1923. Cette précision est cependant apportée par Thomas Chopard, dans son compte-rendu publié en pages 722-724 du no 52/4 (année 2011) des Cahiers du monde russe, où il remet implicitement en cause le choix du nouveau titre fait par l'éditeur Armand Colin.

### Sources
1. ↑  no 65 6471.
2. 1 2 3 4 5  R. Childe Dorr, Inside the Russian Revolution, p. 51, Macmillan, New York, 1917.
3. 1 2 3  R. Childe Dorr, Inside the Russian Revolution, p. 52, Macmillan, New York, 1917.
4. ↑  Ordre no 463, II, p. 145, § 7, État major, Saint Pétersbourg, 6 juin 1916.
5. 1 2 3 4  R. Childe Dorr, Inside the Russian Revolution, p. 53, Macmillan, New York, 1917.
6. ↑  Centre des archives nationales du cinéma et de la photographie de Saint-Pétersbourg (ru).
7. ↑  R. Childe Dorr, Inside the Russian Revolution, p. 54, Macmillan, New York, 1917.
8. 1 2  R. Childe Dorr, Inside the Russian Revolution, p. 56, Macmillan, New York, 1917.
9. 1 2  Ch. Vuilleumier, « Les femmes soldats de la Première Guerre mondiale », sur blogs.letemps.ch, 19 décembre 2014 (consulté le 27 novembre 2017).
10. ↑  S. N. Bazanoff, « Право умереть за Родину. "Батальоны смерти" в Русской армии в 1917 году. », in Histoire, no 21, Premier septembre (ru), Moscou, 2008.
11. 1 2 3  Science et Vie, Guerres et Histoire, no 13, p. 82-85.
12. ↑  V. Maïakovski, « Хорошо! », VI, Maison rouge (en), Moscou, 1927, cité in V. V. Maïakovski, œuvres en deux tomes., Vérité (ru), Moscou, 1987.
13. ↑  Alain Frerejean, Staline contre Trotski, Paris, Perrin, 2016, 310 p. (ISBN 978-2-262-06527-0 et 2-262-06527-6, OCLC 951456182, lire en ligne), p. 221.
14. ↑  E. Ironside, Archangel, 1918—1919., p. 78, 1953.
15. ↑  Pavlounovski & Chimanovski, « Conclusion », in Bulletin de la Tchéka, 5e armée, 15 mai 1920, cité in Patrie, no spécial 8-9, Rossiyskaya Gazeta, Moscou, 1993  (ISSN 0235-7089).
16. ↑  Patrie, no spécial 8-9, p. 81, Rossiyskaya Gazeta, Moscou, 1993  (ISSN 0235-7089).
17. ↑  An., « В Красноярске могут установить памятник прототипу героини "Батальонъ" », in RIA Novosti, Moscou, 5 avril 2016.
18. ↑  « В томском селе открыли памятник Марии Бочкаревой », in TV2 (ru), Groupe Media de Tomsk, Tomsk, 24 octobre 2016.
19. ↑  « В Томской области открыли памятный знак в честь М.Бочкаревой », in Le Monarchiste, Centre monarchiste de Saint-Pétersbourg, Saint-Pétersbourg, 24 octobre 2016.
20. ↑  Notice BNF